# Caney (Oklahoma)
Caney – miasto w Stanach Zjednoczonych, w stanie Oklahoma, w hrabstwie Atoka.